# 大马士革之春
大马士革之春（羅馬化：Rabīʻ Dimashq）是叙利亚历史上的一个时期，当时出现了激烈的政治和社会辩论。这一时期始于2000年6月叙利亚总统哈菲兹·阿萨德去世后《99人声明》的发表和公民社会委员会的成立，并在某种程度上持续到2001年秋季叙利亚政府镇压相关的大部分活动之时。2001年，叙利亚知识分子还发表了《1000人声明》。